# Franco Quadri
Franco Quadri (Milano, 16 maggio 1936 – Milano, 26 marzo 2011) è stato un saggista, traduttore e giornalista italiano.
Ha poi svolto le attività di editore e direttore artistico, imponendosi come uno dei maggiori critici teatrali contemporanei.

## Biografia

### Gli anni '60: DalManifesto per un Nuovo Teatroal Cinema underground
Dal 1959 al 1961 Quadri lavorò come redattore della rivista Almanacco letterario Bompiani per poi passare come caporedattore alla rivista Sipario allora diretta da Valentino Bompiani e da queste pagine pubblicò nel numero di novembre 1966, il Manifesto per un Nuovo Teatro di cui fu uno degli autori e promotori, iniziando così un percorso che lo portò, assieme a Giuseppe Bartolucci, Ettore Capriolo ed Edoardo Fadini, ad organizzare nella primavera del 1967 il Convegno per un Nuovo Teatro ad Ivrea, da cui nacque la Associazione Nuovo Teatro. Grazie all'impegno di questa nuova associazione, Franco Quadri riesci a portare in Italia tournée di compagnie come Teatro Studio de la Habana e l'Odin Teatret di Eugenio Barba, il Living Theatre e l'Open Theater. Per Sipario poi cura e sviluppa alcuni importanti numeri tematici come Stanislavskij, il teatro polacco, Shakespeare in Italia, il Teatro della Crudeltà, il Futurismo ed il Nuovo Teatro Americano, portando in quegli anni la rivista ad essere un punto di riferimento per il teatro internazionale.
Nel 1967 iniziò la sua collaborazione con Panorama con una rubrica fissa sul teatro che la accompagnò fino al 1987. Sempre nel 1967 iniziò la collaborare con il Club Nuovo Teatro, curando le proiezioni di cinema d'autore e di cinema underground organizzate presso l'Umanitaria, lo Studio Orti o il Cinema De Amicis a Milano. Tra i film che furono lì presentati sono da ricordare quelli di New American Cinema Group o di artisti come Andy Warhol, Mario Schifano, Peter Kubelka e Kenneth Anger, le cui proiezioni milanesi furono tra le prime in Italia.

### Gli anni '70: Ubulibri e la nascita del Patalogo
Nel dicembre del 1970 uscì il primo numero della rivista di controinformazione da lui fondata Ubu, che vedeva nella redazione Corrado Augias, Oreste Del Buono, Fernanda Pivano, Gianni Rondolino, Crepax, Roland Topor e trattava le tematiche dello spettacolo nell'ottica della cultura underground di allora.
Nel 1972, dopo l'esperienza con Club Nuovo Teatro, dirige diverse rassegne e festival di teatro, e tra queste sono da ricordare I Giovani per i Giovani a Chieri curata da Franco Quadri tra il '73 ed il'75, i Confronti Teatrali, tenutosi a Milano tra il 1975 ed il 1977, il Progetto '78 ed il Teatrart a Milano dal '79 all'83, e poi Progetto Germania a Roma tra il 1983 ed il 1984.
Tra il 1974 ed il 1975 Franco Quadri cura la trasmissione radiofonica sul teatro dal titolo "Il quadrato senza un lato", in onda su Radio Due con la regia di Chiara Serino.
Nel 1977 fondò la casa editrice Ubulibri con lo scopo di elaborare un nuovo sguardo sulle arti sceniche in grado di superare l'impostazione di chiusura disciplinare dominante negli anni '60 e 70, ed è con questo strumento che dal 1979 pubblicò l'annuario dal titolo Patalogo, che ancora oggi viene pubblicato a stagione teatrale terminata e raccoglie informazioni e fotografie sulle messinscene dell'anno trascorso e notizie sui maggiori festival teatrali italiani e stranieri. Ogni anno, durante la presentazione del Patalogo, che vede riunirsi la comunità teatrale nazionale ed europea, viene poi consegnato il Premio Ubu, uno dei massimi riconoscimenti nazionali in campo teatrale ideato e promosso da Quadri parallelamente al Patalogo.

### Gli anni '80 e '90
Tra il 1982 ed il 1983 collaborò con Giuseppe Di Leva alla curatela del programma televisivo "Controluce" prodotto e trasmesso da Rai 2. Dal 1983 al 1986 ha diretto la Biennale di Venezia di cui rimane memorabile l'edizione antologica su Pina Bausch. Nel 1987, con il concludersi della ventennale collaborazione con Panorama, Franco Quadri iniziò a scrivere per il quotidiano La Repubblica per cui scrisse fino alla sua morte. Nel 1990 ha fondato l'École des Maîtres ed è stato tra gli organizzatori del Premio Europa per il Teatro collaborando con l'Unione dei Teatri d'Europa.
Nel 1991 la Repubblica Francese lo nomina Chevalier des Arts et des Lettres.
Nel 1995 venne nominato presidente della giuria del Premio Riccione, che contribuì ad innovare ed a innovare, anche lanciando il premio TTV Performing Arts on screen, che diventerà nel tempo una delle più importanti manifestazioni dedicate alla produzione video legata alle arti sceniche. Franco Quadri continuò a collaborare con il Premio Riccione fino al 2007.

### Il nuovo millennio
Nel 2000 torna alla curatela radiofonica, con il programma di Radio Tre "Europa Oggi", che in 10 puntate propone opere di giovani registi teatrali contemporanei recitate da attori affermati.
È deceduto il 26 marzo 2011, all'età di 74 anni.

## Attività saggistica e giornalistica
Tra le opere straniere da lui tradotte in italiano spiccano quelle di Samuel Beckett pubblicate da Einaudi.
Tra i saggi da lui curati, da ricordare quelli su Robert Wilson, Luca Ronconi, Jean Genet, Pina Bausch e sull'avanguardia teatrale europea in generale.
Nella sua carriera ha collaborato anche con testate europee tra le quali Il manifesto, Le Monde, El Publico. È stato caporedattore del mensile di teatro Sipario di cui era direttore responsabile l'editore Valentino Bompiani. Nell'ultimo periodo della sua vita scriveva per il quotidiano la Repubblica.

## Vita privata
Sposato con la giornalista Marisa Rusconi, ha avuto due figli, Lorenzo e Jacopo. Quest'ultimo diventerà un noto montatore.

## Riconoscimenti

### Premi
- 1967 - Premiolino per il giornalista del mese per il lavoro alla rivista “Sipario”.
- 1982 - Premio dell'Associazione Italiana Critici per la cura e la pubblicazione del Patalogo
- 1984 - Premio Renato Simoni per la critica
- 1988 - Premio Drammaturgia Infinita del Festival Orizzonti di Urbino
- 1994 - Lente d'oro per la critica 1994
- 2007 - Leone d'Oro del futuro all'Ecole des Maîtres, La Biennale di Venezia (Biennale Teatro 2007, Goldoni e il teatro nuovo)
- 2010 - Premio della Critica 2009-2010 a Ubulibri, conferito da ANCT - Associazione Nazionale Critici di Teatro

## Pubblicazioni

### Saggi
- Il rito perduto. Saggio su Luca Ronconi, Einaudi, Torino 1973 (edizione francese: Luca Ronconi, ed. 10/18, Paris 1974)
- Il teatro del regime, Mazzotta, Milano 1976
- L'avanguardia teatrale in Italia (materiali 1960-1976), 2 voll., Einaudi, Torino 1977
- La politica del regista (il teatro 1967-1979), 2 voll., Il Formichiere, Milano 1980
- Il Laboratorio di Prato (coautore con Luca Ronconi e Gae Aulenti), Ubulibri, Milano 1981
- Il teatro degli anni Settanta. Tradizione e ricerca (Stein, Chéreau, Ronconi, Mnouchkine, Grüber, Bene), Einaudi, Torino 1982
- Il teatro degli anni Settanta. Invenzione di un teatro diverso (Kantor, Barba, Foreman, Wilson, Monk, Terayama), Einaudi, Torino 1984
- Teatro '92 (raccolta delle recensioni per “la Repubblica” dell'annata 1992), Laterza, Bari 1993
- Robert Wilson (con Franco Bertoni e Robert Stearns), Octavo, Firenze 1997 (coedizione americana, francese e tedesca)

### Curatele
- Paradise Now, testo collettivo del Living Theatre scritto da Julian Beck e Judith Malina, Einaudi, Torino 1970
- La vita del teatro. L'artista e la lotta del popolo di Julian Beck, Einaudi, Torino 1975
- La presenza dell'attore di Joseph Chaikin, Einaudi, Torino 1976
- Il teatro di Robert Wilson, La Biennale, Venezia 1976
- Il tempo e gli ambienti di Meredith Monk, La Biennale, Venezia 1976
- Peter Brook o il teatro necessario, La Biennale, Venezia 1976
- Teatro in Spagna dopo, La Biennale, Venezia 1976
- Laboratorio 75, La Biennale, Venezia 1979
- Il lavoro del Living Theatre (materiali 1952-1969) di Julian Beck e Judith Malina, Ubulibri, Milano 1982 (nuova ed. 2000)
- Pina Bausch in Italia, Edizioni dell'Ufficio Stampa del Teatro La Fenice, Venezia 1983
- Per Beckett, “Quaderni dei Magazzini 9”, Ubulibri, Milano 1989
- Teatro di Copi, Ubulibri, Milano 1989
- I paraventi di Jean Genet, Ubulibri, Milano 1990
- Luciano Damiani al Teatro alla Scala. Bozzetti e figurini 1955-1983, Edizione Amici della Scala/Mercedes-Benz Italia, Milano 1990
- L'Ecole des Maîtres. Atti 1990-1994, Ubulibri, Milano, 1997
- L'Ecole des Maîtres. Libri di regia 1995-1999, 3 voll., Ubulibri, Milano 1997-2001
- Heiner Müller, riscrivere il teatro, Ubulibri, Milano 1999
- Robert Wilson o il teatro del tempo, Ubulibri, Milano 1999
- Luca Ronconi, la ricerca di un metodo, Ubulibri, Milano 1999
- Il teatro di Aldo Trionfo, Ubulibri, Milano 2002
- Sulle tracce di Pina Bausch, Ubulibri, Milano 2002
- I miei Shakespeare di Peter Brook, Carlo Cecchi, Eimuntas Nekrosius, Peter Stein, Josef Svoboda e di Peter Zadek, Ubulibri, Milano 2002
- Da Sallinger a Roberto Zucco di Bernard-Marie Koltès, Ubulibri, Milano 2005
- Teatro I di Jean-Luc Lagarce, Ubulibri, Milano 2009
- Direzione editoriale de Il Patalogo 1-32, annuari dello spettacolo (Teatro), Ubulibri, Milano 1979-2010